# Raja-Jooseppi
För gränsstationen, se Raja-Jooseppi (gränsstation)

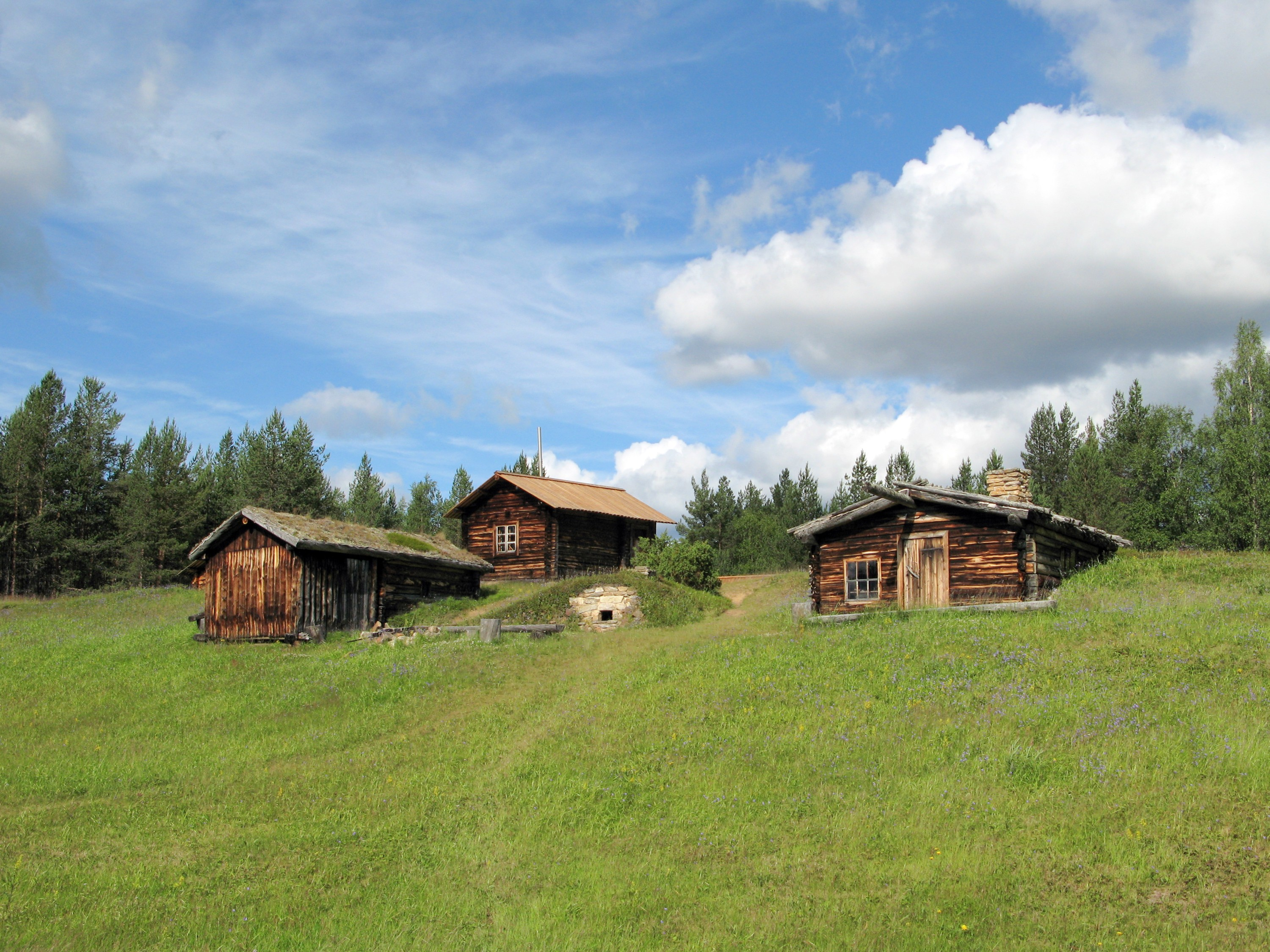
Raja-Jooseppi gårdstun

Raja-Jooseppi är en museigård i ödemarken i Urho Kekkonens nationalpark, uppkallad efter sin husbonde. Gården är en nationellt värdefull kulturhistorisk miljö skyddad genom statsrådets beslut. I närheten ligger en gränsövergång med samma namn.
Gården byggdes i början av 1900-talet av Joosef Sallila (1877–1946) från Parkano, för honom själv och hans livskamrat Matilda Lehikoinen (1874–1937). Då de kom hit kring 1910 fanns här, vid stranden av Luttojoki, en bastu byggd av renkarlar, där de först bodde. I övrigt var området ödemark. De utvidgade gårdstunet och byggde bland annat stuga, ladugård och potatiskällare. År 1920 övertalade de Huhti-Heikki från Etseri, som kommit för pärlfiske, att också slå sig ner här. Huhti-Heikki byggde en stuga åt sig och stannade i fyra år.
Paret livnärde sig på guldgrävning, pärlfiske och fiske samt jakt och renskötsel. De hade också några kor och får samt ett stort potatisland.
Namnet är bildat av finska ordet för gräns och en finsk form av namnet Josef ("gräns-Josef").
Då paret slog sig ner här tillhörde Finland Ryska imperiet, för att bli självständigt 1917. Genom freden i Dorpat 1920 fick Finland Petsamo, varvid gränsen flyttades längre bort, men Petsamo avträddes efter fortsättningskriget. En skyttegrav finns kvar som minne från kriget.
Numera sköts gårdstunet genom slåtter. En buss mellan Ivalo och Murmansk använder gränsstationen Raja-Jooseppi, vilket gör platsen tillgänglig också utan bil. Tullstationen ligger en kilometer norr om gården. På andra sidan Luttojoki öppnar sig fina vyer över skogklädda berg på ryska sidan.

## Flygbasen Olenja
Den ryska flygbasen  Olenja ligger ett tiotal mil öster om gränsövergången.